# Батьки-вертольоти
“Батьки - вертольоти” - це термін, яким називають надто уважних батьків, що надмірно бояться переживань і проблем своїх дітей, особливо в навчальних закладах та поза межами дому. Батьків-вертольотів так назвали, оскільки вони, подібно до вертольотів, “виснуть над головою”, контролюючи кожен аспект життя своєї дитини. Також відомо, що батьки-вертольоти суворо контролюють своїх дітей у всіх сферах їхнього життя, включаючи соціальні взаємодії. 

## Етимологія
Метафора з’явилась ще у 1969 році в книзі-бестселері Хаїма Гінотта “Батько-дитина : світ відносин”, де згадується підліток, що жаліється : “Матір висне наді мною, як вертоліт”. Термін почав використовуватись в кінці 1980-х років. Згодом він набув широкого поширення, коли американські наукові керівники почали використовувати його на початку 2000-х років, коли найстарші міленіали почали вступати до коледжів. Їхні батьки бебі-бумери набули недоброї слави через такі практики, як щоранкові дзвінки своїм дітям, з метою розбудити їх до занять, та скарги викладачам на оцінки, які отримували діти. Працівники літніх таборів також повідомляли про подібну поведінку з боку таких батьків. 

## Коріння
Хроніка вищої освіти повідомила, що батьки-вертольоти продовжували відстоювати інтереси своїх дорослих дітей і на рівні аспірантури, наприклад, виступаючи за їхній вступ до юридичної або бізнес-школи. Коли ця група вийшла на ринок праці, працівники відділу кадрів повідомили, що батьки-вертольоти з'являються на робочому місці або телефонують менеджерам, щоб захищати інтереси своїх дітей або домовлятися про заробітну плату для них. Батьки-вертольоти намагаються "забезпечити своїм дітям шлях до успіху, проклавши його для них". Збільшення кількості таких батьків збіглося з двома соціальними зрушеннями. Першим було порівняно швидке зростання економіки в 1990-х роках, з низьким рівнем безробіття і високим рівнем доходу. Другим було суспільне відчуття зростаючої небезпеки для дітей, відчуття, яке прихильниця вільного виховання Ленор Скеназі описала як "вкорінене в паранойю". 

## Китай
Університет Тяньцзіня облаштовує спеціальні місця для батьків, які приїжджають туди зі своїми дітьми-першокурсниками, дозволяючи їм спати на килимках, розстелених на підлозі спортзалу. Коментатори в соціальних мережах стверджують, що політика "однієї дитини" стала обтяжливим фактором у стрімкому збільшенні такого типу батьківства. 

## Дослідження
Вертолітне батьківство - це розмовний термін. У дослідженнях таке явище зазвичай називають гіперопікою. Гіперопіка розглядається як одна із форм контролю і вважається не доречним втручанням в особисте життя дитину з боку батьків. У відповідь на поширене використання терміна “батьки-вертольоти” , його також почали використовувати в дослідженнях. Дослідження, проведене Пекінським педагогічним університетом, показало, що гіперопіка має негативний вплив на лідерські навички дітей. Інше дослідження, проведене в Університеті Флориди, показало, що батьківська опіка пов'язана з більшою кількістю емоційних проблем, труднощами у прийнятті рішень і гіршою успішністю в групі з 500 студентів.